# Marek Zieliński (prawnik)
Marek Kazimierz Zieliński – polski prawnik, doktor habilitowany nauk prawnych, nauczyciel akademicki, Uniwersytetu Śląskiego, specjalista w zakresie prawa międzynarodowego publicznego.

## Życiorys
W 1998 na podstawie rozprawy pt. Polityka regionalna Wspólnoty Europejskiej uzyskał na Wydziale Prawa i Administracji Uniwersytetu Śląskiego stopień naukowy doktora nauk prawnych w zakresie prawa, specjalność: prawo międzynarodowe publiczne. Tam też w 2012 na podstawie dorobku naukowego i rozprawy pt. Międzynarodowe decyzje administracyjne uzyskał stopień doktora habilitowanego nauk prawnych w zakresie prawa. Został adiunktem w Katedrze Prawa Międzynarodowego Publicznego i Prawa Europejskiego Wydziału Prawa i Administracji Uniwersytetu Śląskiego w Katowicach.
W 2013 otrzymał Nagrodę I stopnia Ministra Nauki i Szkolnictwa Wyższego za osiągnięcia naukowe.